# Trofa, Portugal
Trofa är en stad i Trofa kommun, Portugal. 

## Freguesias
Staden består av två freguesias, med en befolkning på 20 692 invånare.
- São Martinho de Bougado
- Santiago de Bougado

## Sport

### Föreningar
- CD Trofense i Liga de Honra
- AC Bougadense